# 보산스카크라이나

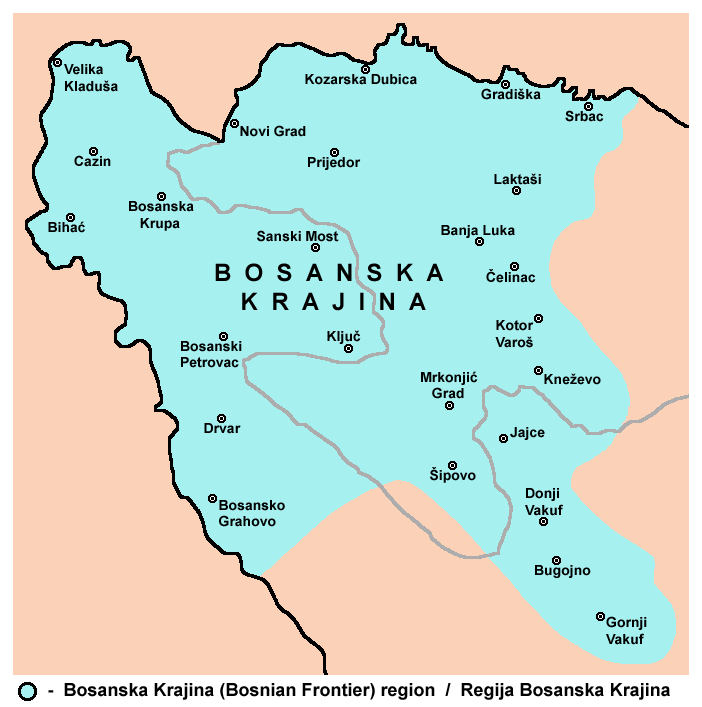
보산스카크라이나 지도

보산스카크라이나(보스니아어: Bosanska Krajina, 세르비아어: Босанска Крајина, Bosanska Krajina)는 보스니아 헤르체고비나 서부에 위치한 역사적 지역이다.
사바강을 비롯한 여러 강들과 접하며 보스니아 헤르체고비나 연방, 스릅스카 공화국 사이에 걸쳐 있다. 보스니아 헤르체고비나의 역사적, 문화적, 경제적 지역 가운데 하나이며 특유의 자연 환경과 생태계로 유명한 곳이다.
보산스카크라이나 지역에서 가장 큰 도시는 바냐루카이다. 그 밖에 보산스카크라이나 지역에 위치한 주요 도시로는 비하치, 야이체, 프리예도르, 그라디슈카, 노비그라드(보산스키노비), 보산스카크루파, 코자르스카두비차, 차진, 산스키모스트, 드르바르, 클류치, 벨리카클라두샤 등이 있다.